# Strathcona (Minnesota)
Strathcona – miasto w Stanach Zjednoczonych, w stanie Minnesota, w hrabstwie Roseau.